# Joseph-René Bellot

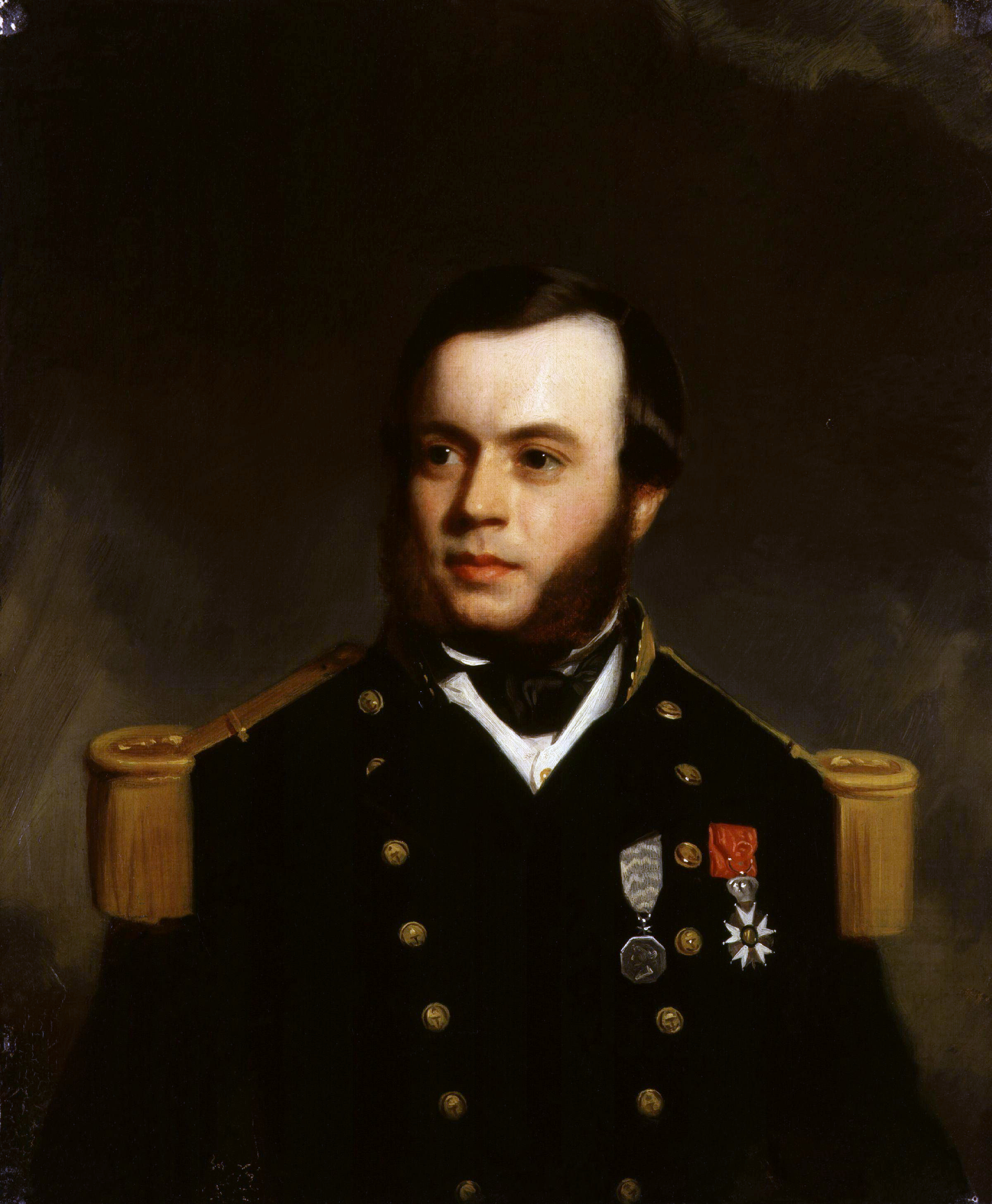
Joseph-René Bellot, Stephen Pearce, 1851

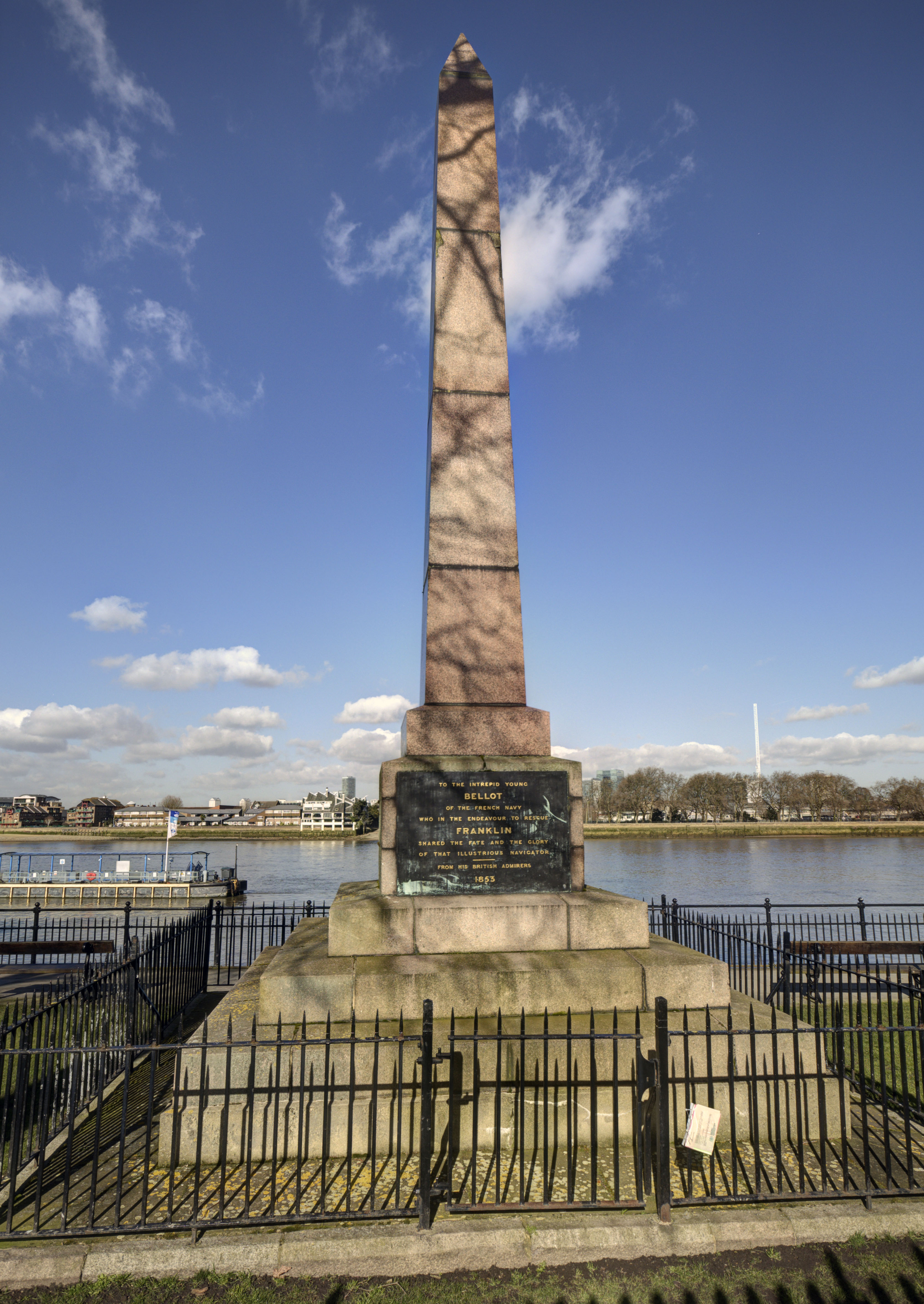
Bellotdenkmal

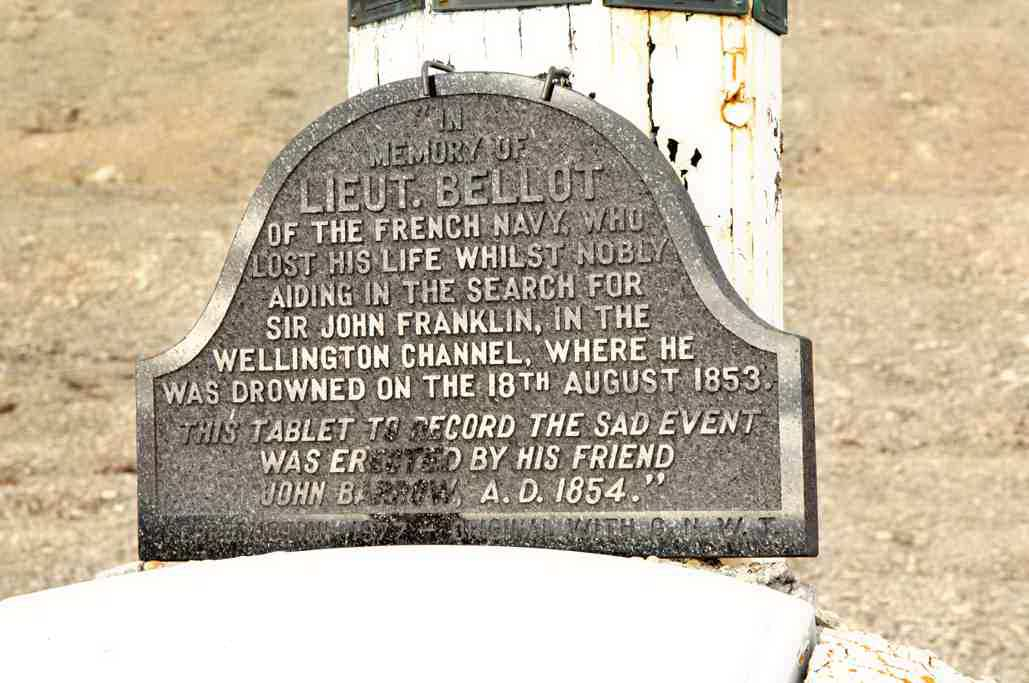
Tafel zur Erinnerung an Lieutenant Joseph-René Bellot an der Belcher-Säule auf Beechey Island, dessen Scheingrab sich hier befindet

Joseph-René Bellot (* 18. März 1826 in Paris; † 18. August 1853 in der Arktis) war ein französischer Marineoffizier und Polarforscher.

## Leben und Wirken
Bellot wurde als Sohn eines Hufschmieds geboren. 1831 zog die Familie von Paris nach Rochefort um. Ab dem 15. Lebensjahr besuchte er die Marineschule (Ecole Navale) in Brest.
1845 beteiligte er sich an einer englisch-französischen Expedition nach Madagaskar. Anschließend war er Mitglied einer englisch-französischen Expedition, die weitreichende Erkenntnisse über die Nutzbarkeit des Río Paraná für die kommerzielle Schifffahrt erbrachte.
1851/52 schloss er sich der Expedition William Kennedys an, die mit der Prince Albert aufbrach, um den verschollenen John Franklin zu finden. Dieses Vorhaben konnte zwar nicht erreicht werden, stattdessen entdeckte man eine Wasserstraße, die Kennedy nach dem Franzosen Bellotstraße nannte. 1853 beteiligte sich der mittlerweile zum Leutnant beförderte Bellot erneut an einer Suchmission nach John Franklin, diesmal an der Seite Edward A. Inglefields. Die Suche nach Franklin verlief wieder erfolglos. Als er Briefe zu Edward Belchers Assistance bringen wollte, geriet er am 17. August beim Marsch über das Packeis des Wellington-Kanals mit zwei Männern auf eine treibende Eisscholle. Als er am nächsten Morgen die Lage erkunden wollte, verschwand er, nur sein Stock wurde auf einer benachbarten Scholle gefunden. Man nimmt an, dass er in eine Spalte zwischen den Schollen geraten und ertrunken ist.

## Denkmale und Ehrungen
Zu Bellots Ehren wurde ein Denkmal im Old Royal Naval College in Greenwich, London errichtet. Ein weiteres Denkmal wurde in der Nähe seines Todesortes auf der Beechey-Insel errichtet.
Nach Bellot wurde 1935 der Mondkrater Bellot benannt.

## Auszeichnungen
- Kreuz der Ehrenlegion für die Verdienste bei der Madagaskar-Expedition (1845)

## Schriften
- Memoirs of Lieutenant Joseph René Bellot. 2 Bände. London 1855. (Digitalisat Band 1) (Digitalisat Band 2)